# Csikaszók
A csikaszó (angolul: Chickasaw) nép amerikai őslakos nép az Amerikai Egyesült Államok délkeleti részén (Mississippi, Alabama, Tennessee államokban). Nyelvük a muszkogi nyelvcsaládba tartozik.
A csikaszók a Mississippi-kultúra részét képezték, amely a Mississippi-folyó völgyében virágzott. Valamikor az európaiak érkezésekor a nép keletre költözött, a Mississippi-folyó keleti oldalán telepedtek le. A csikaszók az Öt Civilizált Törzs részét képezték, akiknek 1832-ben el kellett hagyniuk földjüket és az oklahomai rezervátumba kellett költözniük. De ennek ellenére minden történelmi tény arra mutat, hogy 1832 előtt a csikaszók keleten éltek. 
Az oklahomai Csikaszó Nép az USA tizenharmadik legnagyobb elismert amerikai őslakos népe. Legközelebbi rokonaik a csaktók, akikkel közös történelmük van. A csikaszókat két részre szokták osztani: Impsaktea-ra és Intcutwalipa-ra.

## Híres csikaszók
- Bill Anoatubby, A Chickasaw Nation kormányzója 1987 óta
- Amanda Cobb, professzor az Új-Mexikói Egyetemen,
- Levi Colbert, fordító
- Tom Cole, kongresszusi képviselő
- Molly Culver, színésznő
- Hiawatha Estes, építész
- Bee Ho Gray, színész
- John Herrington, űrhajós, az első igazi amerikai őslakos, aki az űrben járt.
- Miko Hughes, színész
- Wahoo McDaniel, birkózó
- Rodd Redwing, színész
- Jerod Impichchaachaaha' Tate, zeneszerző, zongorista
- Fred Waite, cowboy és csikaszók képviselője.
- Jack Brisco & Gerry Brisco, profi birkózók